# Piper molleri
Piper molleri är en pepparväxtart som beskrevs av C. Dc.. Piper molleri ingår i släktet Piper och familjen pepparväxter. Inga underarter finns listade i Catalogue of Life.